# Giro dell'Emilia Internazionale Donne Elite
Il Giro dell'Emilia Internazionale Donne Elite è una corsa in linea femminile di ciclismo su strada che si svolge annualmente in Emilia, più precisamente in provincia di Bologna. Si svolge dal 2014, affiancando l'omonima prova maschile sotto l'organizzazione del GS Emilia di Adriano Amici. Dal 2020 fa parte del calendario dell'UCI Women's ProSeries come prova di classe 1.Pro.
La plurivincitrice della corsa è l'italiana Elisa Longo Borghini con quattro successi.

## Storia
Corsa per la prima volta nel 2014, la versione femminile del Giro dell'Emilia è stata inizialmente classificata dall'UCI come prova di livello 1.2, prima di venire promossa al livello 1.1 già l'anno successivo. Dal 2020 è stata inserita nel neonato circuito UCI Women's ProSeries, il secondo in ordine per importanza dopo l'UCI Women's World Tour, nella classe 1.Pro.

## Percorso

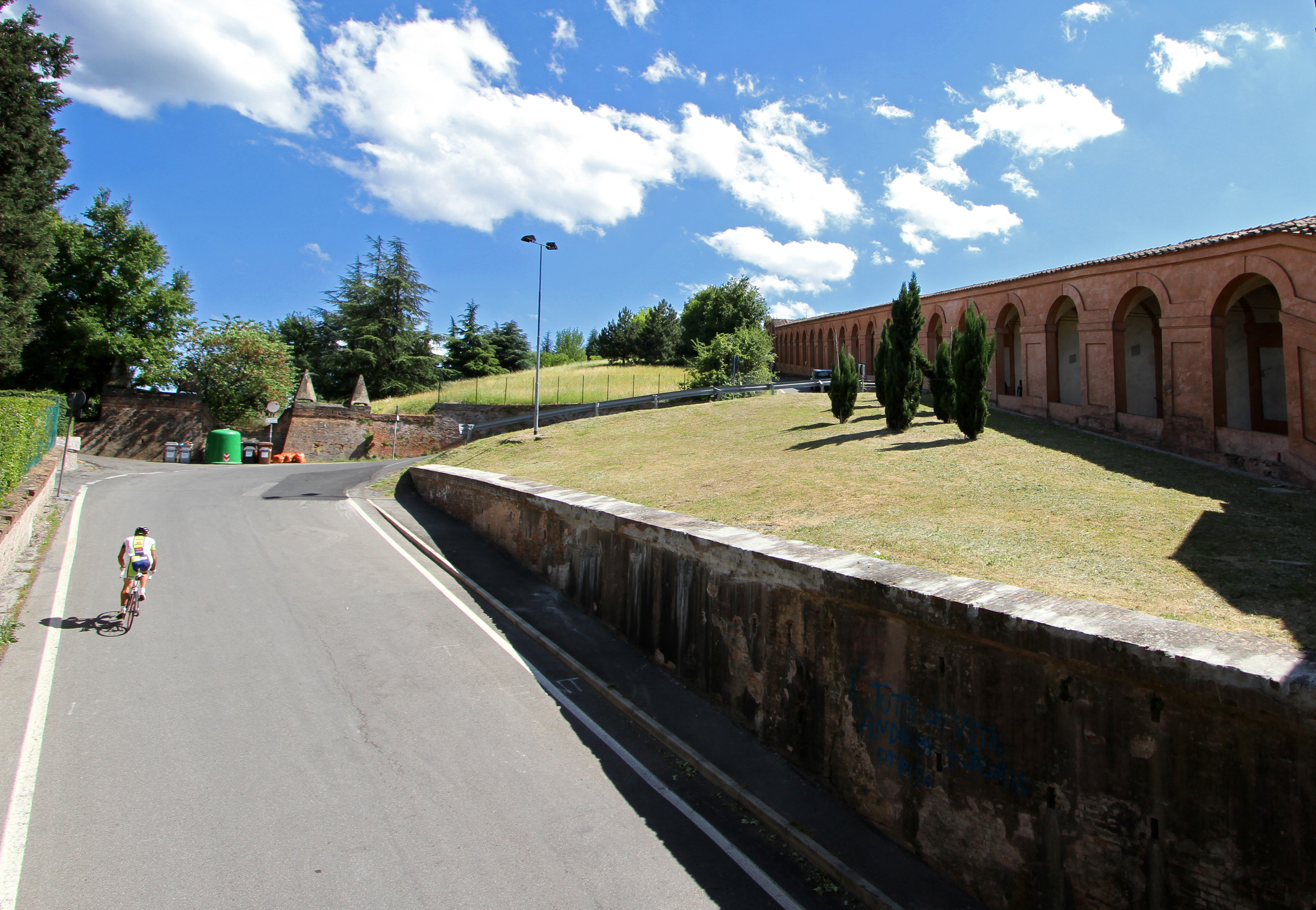
La Curva delle Orfanelle, il punto più duro della scalata al San Luca.

Nelle ultime edizioni la gara è partita dal polo fieristico di Bologna, nella periferia nord-orientale della città, prima di dirigersi verso la parte settentrionale della provincia felsinea e affrontare un percorso prevalentemente pianeggiante. Al ritorno della corsa a Bologna le atlete sono chiamate ad affrontare la scalata al Colle della Guardia, in cima al quale, nei pressi del Santuario della Madonna di San Luca, è posizionato l'arrivo, che coincide con quello della corsa maschile. La lunghezza totale del percorso di gara si aggira solitamente attorno al centinaio di chilometri.
La salita di San Luca misura all'incirca 2,1 km e presenta una pendenza media del 10,8% con punte al 18% in corrispondenza della Curva delle Orfanelle, chiamata tale in quanto antistante ad un ex orfanotrofio femminile. L'inizio dello strappo è segnato dal monumentale Arco del Meloncello, il quale è posto a 55 metri s.l.m.; la sommità si trova invece a quota 270 metri, per un dislivello totale di 215 metri. L'intera salita è inoltre caratterizzata dalla presenza di una via porticata che affianca la sede stradale, e che, grazie ai suoi 3.796 metri totali, vanta il record di portico più lungo al mondo oltre ad essere inserita, quale parte del sistema dei Portici di Bologna, tra i patrimoni dell'umanità dall'UNESCO.

## Albo d'oro
Aggiornato all'edizione 2024.
| Anno | Vincitrice            | Seconda                | Terza                 |
| ---- | --------------------- | ---------------------- | --------------------- |
| 2014 | Rossella Ratto        | Edwige Pitel           | Giorgia Bronzini      |
| 2015 | Elisa Longo Borghini  | Ashleigh Moolman-Pasio | Amber Neben           |
| 2016 | Elisa Longo Borghini  | Ashleigh Moolman-Pasio | Alena Amjaljusik      |
| 2017 | Tatiana Guderzo       | Rasa Leleivytė         | Rossella Ratto        |
| 2018 | Rasa Leleivytė        | Arlenis Sierra         | Cecilie Uttrup Ludwig |
| 2019 | Demi Vollering        | Elisa Longo Borghini   | Nikola Nosková        |
| 2020 | Cecilie Uttrup Ludwig | Rasa Leleivytė         | Pauliena Rooijakkers  |
| 2021 | Mavi García           | Arlenis Sierra         | Rachel Neylan         |
| 2022 | Elisa Longo Borghini  | Veronica Ewers         | Sofia Bertizzolo      |
| 2023 | Cecilie Uttrup Ludwig | Marta Cavalli          | Juliette Labous       |
| 2024 | Elisa Longo Borghini  | Évita Muzic            | Juliette Labous       |

## Statistiche

### Vittorie per nazione
Aggiornato all'edizione 2023.
| Pos. | Paese       | Vittorie |
| ---- | ----------- | -------- |
| 1    | Italia      | 6        |
| 2    | Danimarca   | 2        |
| 3    | Lituania    | 1        |
| 3    | Paesi Bassi | 1        |
| 3    | Spagna      | 1        |